# Belyj voron
Belyj voron (russisk: Белый ворон, da.: Den hvide krage) er en sovjetisk spillefilm fra 1980 af instrueret af Valerij Lonskoj.

## Medvirkende
- Vladimir Gostjukhin som Jegor Ikonnikov
- Irina Dymtjenko som Sonja
- Aleksandr Mikhajlov som Arkadij Vasiljev
- Irina Akulova som Rita
- Lev Borisov som Kolja